# الفگو باکا
اِلفگو باکا (انگلیسی: Elfego Baca؛ ۱۰ فوریه ۱۸۶۵ – ۲۷ اوت ۱۹۴۵) یک کلانتر، وکیل و سیاست‌مدار آمریکایی در روزهای پایانی دورانِ غرب وحشی بود.

## زندگی‌نامه
او کمی پیش از اتمامِ جنگ داخلی آمریکا، در شهر ساکورو، نیومکزیکو زاده شد و هنگامی که کودک بود، با خانواده‌اش به توپیکا، کانزاس نقل مکان کردند. پس از مرگ مادرش در سال ۱۸۸۰ میلادی، او با پدرش به بلن، نیومکزیکو آمدند و پدرش سرکلانترِ آنجا شد.
در سال ۱۸۸۴ و در سن ۱۹ سالگی، با جمع‌آوری چند اسلحه، او معاون کلانترِ شهرستان ساکورو، نیومکزیکو شد و معلوم نیست که رسماً به این مقام منسوب شده بود یا آنکه خودش ستاره‌ای خریده و به سینه‌اش چسبانده بود.
هدف او در زندگی آن بود که صلح و آرامش را برای مردم به ارمغان آورد. او می‌گفت «خلاف‌کاران باید صدای قدم‌های مرا همیشه در بیخ گوش‌شان بشنوند.» بخش‌های جنوب غربی ایالت نیومکزیکو در آن روزگار هنوز مسکنی برای کابوی‌های گاوچران بود و اینها هرجا که می‌خواستند، می‌رفتند و هر آنچه که دلشان می‌خواست، انجام می‌دادند. گاهی پیش می‌آمد که به شهر آمده، در مشروب‌فروشی‌ها، می‌نوشیدند، ساکنان منطقه را آزار و اذیت می‌کردند و حتی برای تفریح، به مردم شلیک می‌کردند. باکا آمده بود که به این اوضاعِ نابسامان، پایان دهد.
او در سال ۱۸۸۸ میلادی، مارشال ایالات متحده آمریکا شد و پس از دو سال خدمت، به تحصیل در رشتهٔ حقوق روی آورد و وکیل دادگستری شد.
از سال ۱۹۱۳ تا ۱۹۱۶ میلادی، باکا نماینده رسمی دولتِ ویکتوریانو اوارتا در جریان انقلاب مکزیک شد. در آوریل ۱۹۱۵ او را متهم کردند که در فراری‌دادنِ ژنرالِ مکزیکی «خوزه اینس سالاسار» از زندانِ البوکرکی در نوامبر ۱۹۱۴ نقش اساسی داشته‌است.
در این غائله، اوکتاویانو ای. لارزولو، وکیل و سیاستمدارِ ایالت نیوکزیکو، به خوبی از او در دادگاه دفاع کرد و این ماجرا، سبب شد تا محبوبیت الفگو باکا بیش از پیش در میان ساکنان جنوب‌غربی آمریکا بالا رود.
تاریخ‌نگار آمریکایی «لئون مِتز» در کتاب خود «تیراندازان» نوشته‌است که بر اساس بساری از گزارش‌ها، او بهترین کلانترِ تاریخِ شهرستان ساکورو، نیومکزیکو بوده‌است.

## حواشی
- بر اساس برخی روایات، گفته می‌شود که او زمانی، یک هفت‌تیر از پانچو بی‌یا دزدیده بود و پانچو بی‌یا آنچنان از این کارش عصبانی شده بود که $۳۰٬۰۰۰ برای سرش جایزه تعیین کرده بود.
- بر اساس یکی دیگر از روایت‌ها، زمانی که او در شهر البوکرکی مشغول به شغلِ وکالت بود، یکی از موکلانش، تلگرامی کوتاه از شهر ال پاسو به او فرستاد که در آن نوشته شده بود «خیلی فوری بهت احتیاج دارم. همین حالا متهم به قتل شدم.» و اِلفگو باکا در پاسخ، تلگرامی با این مضمون می‌فرستد: «همین الان، با سه تا شاهد عینی، دارم میام.»[۲]

## مجموعه تلویزیونی والت دیزنی
در سال ۱۹۵۸ میلادی، شرکت والت دیزنی یک مینی‌سریال از زندگی او ساخت که در آن رابرت لوگیا (در نقش الفگو باکا)، ریموند بیلی و آی استنفورد جولی هنرنمایی کرده بودند. این مجموعهٔ تلویزیونی که «The Nine Lives of Elfego Baca» نام داشت در سال ۱۳۵۲ خورشیدی، با دوبلهٔ فارسی و با نام «ماجرای الفگو باکا» از تلویزیون ملی ایران پخش شد. والت دیزنی تلاش مضاعفی کرده بود تا این سریال تا جای ممکن به واقعیت نزدیک باشد و جزئیات زندگی و تلاش او را، به خوبی نشان دهد. بخش‌های گوناگون این سریال بعدها و در سال ۱۹۶۲ میلادی، در هم ادغام و تدوین شد و به صورت یک فیلمِ سینمایی با نام «Elfego Baca: Six Gun Law» به نمایش درآمد.